# Уолберг, Марк
Марк Ро́берт Майкл Уо́лберг (англ. Mark Robert Michael Wahlberg; род. 5 июня 1971, Бостон, Массачусетс, США) — американский актёр, музыкант, филантроп и фотомодель. Двукратный номинант на премию «Золотой глобус», двукратный номинант на премию «Оскар» за роль актёра второго плана в фильме «Отступники» и за фильм «Боец» в качестве продюсера.
Мировой славы достиг как актёр. Сыграл в середине 1990-х годов в ряде малоприметных картин. Прорывом в карьере стала главная роль в драме «Ночи в стиле буги», щедро отмеченной критиками по всему миру. Последовавшие работы в успешных блокбастерах «Идеальный шторм», «Планета обезьян», «Ограбление по-итальянски», «Отступники», «Макс Пэйн», «Трансформеры: Эпоха истребления», «Трансформеры: Последний рыцарь», а также номинация на премию «Оскар» закрепили за ним статус звезды, а неординарный выбор ролей в разных амплуа создали репутацию голливудского универсала. Со второй половины 2000-х с успехом занимается кинопродюсированием. Среди его работ — телевизионные хиты «Красавцы» и «Подпольная империя».
Первый громкий успех обрёл в начале 1990-х как рэпер Marky Mark.

## Биография

### Детство и юность
Wahlberg — шведская фамилия. Прадед Марка по линии отца Аксель Густаф Вальберг (Axel Gustaf Wahlberg) иммигрировал в США в конце XIX века из Швеции, прабабушка (мать бабушки по линии отца) — из Ирландии, родители деда по материнской линии — из Канады, как и отец бабушки. Остальные прапредки — уроженцы Массачусетса. Таким образом, Уолберг имеет шведские, ирландские и франко-канадские корни.
Родился в Массачусетсе, в крупнейшем пригороде Бостона — Дорчестере. Его братья и сёстры (от старшего до младшего): Артур, Джим, Дебби, Мишель, Пол, Трейси, Роберт и Донни. Двое последних также являются актёрами. Мать, Элма Илэйн, в разное время работала банковским клерком и медсестрой. Его отец, Дональд Уолберг, водитель грузовика и ветеран Корейской войны, скончался в День святого Валентина, 14 февраля 2008 года. Родители развелись в 1982 году.
Марк — младший из девяти детей своей матери. Однако общий отец у него только с Донни и Робертом.
Марк получил католическое воспитание, посещая Copley Square High School в Бостоне, однако учёбу не закончил и аттестат зрелости получил уже много позднее.

#### Проблемы с законом
В подростковом возрасте был замешан в нескольких актах насилия и вандализма. По словам Марка, в юности у него было около 20—25 приводов в полицию. В возрасте тринадцати лет имел серьёзные проблемы с кокаином и другими наркотиками. В пятнадцать лет привлекался за издевательства над группой школьников-афроамериканцев на экскурсии: он бросал в них камни (некоторые школьники получили травмы) и оскорблял. В шестнадцать, находясь под действием фенилциклидина, ограбил аптеку, затем последовательно напал на двух взрослых вьетнамцев: первого нокаутировал ударом бревна по голове, второго ударил в глаз, который впоследствии перестал видеть. Марк утверждает, что инцидента не помнит, так как «отключился» ещё до того, как был схвачен полицией. Уолберга обвинили в попытке убийства и приговорили к двум годам тюремного заключения. Хотя ему было всего 16, отбывать наказание Марк предпочёл во «взрослой» исправительной колонии района Дир Айлэнд (Deer Island House of Correction), Бостон, рассчитывая выйти досрочно, что в колонии для несовершеннолетних в США не допускается. Спустя 45 дней заключения он вышел на свободу.

В конце концов я оказался там, взаперти с теми самыми парнями, на которых всегда хотел быть похожим. Я наконец заслужил свою клетку, я теперь был таким же как они. И я понял: это совсем не то, чего я хотел. Я докатился до худшего места, какое можно представить, и мне захотелось больше никогда не возвращаться к прежней жизни. Прежде всего я должен был научиться придерживаться верного пути.— Daily Mail, 26 декабря 2009 г.
В 21 год Уолберг напал на соседа без видимых на то причин и сломал ему челюсть. В возрасте 22, будучи популярным хип-хоп-исполнителем, на голливудской вечеринке закатил скандал с Мадонной (по свидетельствам некоторых очевидцев, скандал был спровоцирован её грубыми замечаниями, что он здесь лишний), завершившийся потасовкой на заднем дворе дома и разбитым носом агента Мадонны Гая Осери, излишне рьяно решившим отстоять её честь.

Возможно, люди, избравшие этот путь (творящие зло), винят собственное прошлое. Но это жалкая отговорка, не более того. Я в жизни совершал много ошибок и делал плохие вещи, но никогда не перекладывал вину на своё воспитание. Я никогда не осознавал себя жертвой, чтобы иметь веский мотив причинять зло другим. Все ошибки, которые я совершил, — только моя вина. Я с ранних лет научился различать, что правильно, а что нет. Я несу полную ответственность. — Daily Mail, 26 декабря 2009 г.

### Музыкальная карьера
Сначала Марк получил известность как младший брат Донни Уолберга, участника культовой поп-группы начала 1990-х New Kids on the Block. В 20-летнем возрасте Марк, наряду с Донни, Дэнни Вудом и братьями Джорданом и Джонатаном Найтом сам входил в её состав. Однако, чуждый «смазливо-приторному» имиджу группы, вскоре её покинул.
С помощью брата Донни Марк в составе хип-хоп-группы Marky Mark and the Funky Bunch записал альбом «Music for the People». Композиция «Good Vibrations» из этого альбома в 1991 году неделю возглавляла ведущий американский хит-парад Billboard Hot 100. Сам альбом стал платиновым.
Годом позже увидел свет второй альбом «You Gotta Believe». Его успех был скромнее.
Трудное детство и занятия бодибилдингом, к которому он приобщился в тюрьме, внесли неоценимый вклад в блестящий старт его музыкальной карьеры: непринуждённость Марка на сцене граничила с провокацией, а исполнение хип-хопа он почти всегда сопровождал публичным раздеванием. Бегать по сцене в одном белье со спущенными к самым лодыжкам штанами вовсе стало его визитной карточкой. Молодёжь, особенно её женскую половину, это приводило в дикий восторг.
В 1992 году выпустил автобиографию и в одном из интервью заявил, что посвящает её своему пенису.
Под именем Marky Mark Уолберг совместно с регги-исполнителем Prince Ital Joe записал два альбома. В их композициях хип-хоп и рэгги сочетаются в рамках евродэнса.
Уже не будучи участником New Kids on the Block, снялся в клипе группы на песню Step by step (на 3 мин. 42 сек. держа в одной руке баскетбольный мяч «бьёт по рукам» с братом Донни).

### Модельный опыт
Уолберг обладает впечатляющими физическими данными. Впервые он это продемонстрировал в видеоклипе на композицию «Good Vibrations» и особенно в серии фотоснимков рекламы нижнего белья Calvin Klein по телевидению и в глянцевых журналах часто фигурировала реклама с ним в одиночестве или в компании модели Кейт Мосс. Уолберг также снял тренировочное видео «The Marky Mark Workout: Form… Focus… Fitness».

### Кинокарьера
Кинокарьера Уолберга началась в 1993 году с роли в телефильме «Учитель на подмену». Его дебютом на большом экране стала роль в фильме 1994 года «Человек эпохи Возрождения» с Дэнни Де Вито в главной роли.
Впервые внимание критиков Марк обратил на себя в фильме по автобиографическому рассказу Джима Кэрролла «Дневники баскетболиста» с Леонардо Ди Каприо в главной роли. Далее последовала первая главная роль в триллере Джеймса Фоули «Страх», где его партнёршей была молодая актриса Риз Уизерспун.
Признание критиков пришло к Марку после фильма «Ночи в стиле буги», рассказывающем о закулисной жизни порноиндустрии заката эпохи «порношика» конца 1970-х — начала 1980-х годов. Режиссёр Пол Томас Андерсон первоначально планировал пригласить на главную роль Леонардо Ди Каприо, однако в то время Ди Каприо был занят на съёмках «Титаника». После просмотра фильма «Дневники баскетболиста» Андерсон пригласил Марка. Фильм удостоился трёх номинаций на «Оскар».

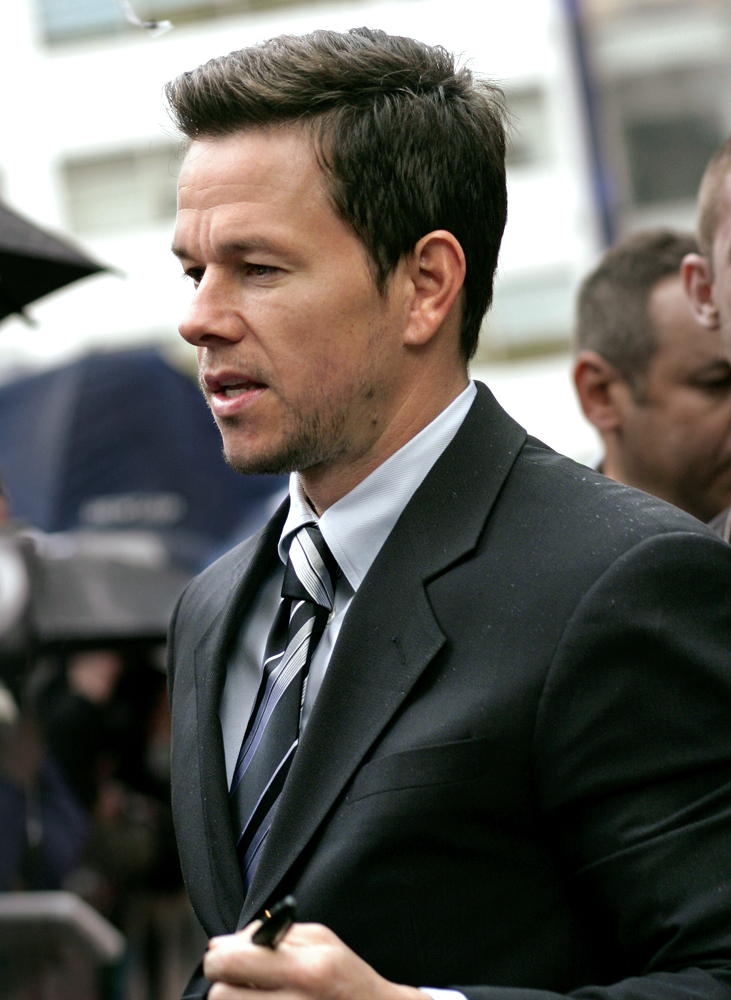
Марк Уолберг в 2007 году

Первоначально предполагалось, что роль Лайнуса Кодуэлла в «Одиннадцати друзьях Оушена» сыграет Марк. Но он отклонил предложение, и роль досталась Мэтту Деймону. Богатыми на позитивные отзывы оказались последующие коммерчески успешные «Три короля», «Идеальный шторм», «Ограбление по-итальянски» и «Кровь за кровь». В 2001 году сыграл главную роль в «Планете обезьян» Тима Бёртона, ремейке одноимённого фильма 1968 года. Кинокритики отнеслись к фильму прохладно, однако в прокате картина имела большой успех и по сей день бы оставалась одним из самых кассовых фильмов Марка, но в 2014 году вышел фантастический боевик режиссёра Майкла Бэя «Трансформеры: Эпоха истребления».
Главные роли в нашумевшем фильме Энга Ли «Горбатая гора» по изначальной идее должны были сыграть Марк и знакомый ему по совместной работе в фильме «Ярды» Хоакин Феникс. Однако из-за наличия откровенных сцен Марк от роли отказался, и её исполнил Джейк Джилленхол.
За роль сержанта Шона Дигнама в фильме Мартина Скорсезе «Отступники» был номинирован на «Оскар» как лучший актёр второго плана. На момент выхода картины Марк данную свою работу оценивал выше всех прежних, а возможность сняться у Скорсезе назвал «шансом, который нельзя упускать». Прежде роль была предложена Рэю Лиотта и Денису Лири.
Марк подтвердил, что дал предварительное согласие на участие в сиквеле «Отступников», где сюжетная линия развивается вокруг его персонажа.
В октябре 2008 года в кинопрокат вышла лента «Макс Пэйн», основанная на одноимённой видеоигре, с Марком в главной роли. Изначально он хотел отказаться, считая идею съёмок в фильме по компьютерной игре заведомой ерундой, но после прочтения сценария вдохновился идеей и сам стал фанатом оригинальной игры. В следующем году Уолберг снялся в одной из главных ролей в высокобюджетной драме Питера Джексона «Милые кости» по литературному бестселлеру Элис Сиболд. В Северной Америке картина имела ограниченный успех — бюджет картины удалось перекрыть лишь мировыми сборами. Кинокритики также восприняли картину в штыки, вменяя создателям сильное искажение сюжета литературного оригинала. В этом свете оценка актёрских работ в основном носила «сочувственный» характер, мол, сделали что смогли.

Кайл Чендлер и Марк Уолберг на съёмках фильма «Город порока», ноябрь 2011 года

Главные актёрские работы Марка в 2010 году — в комедии «Копы в глубоком запасе», совместно с Уиллом Ферреллом и драме «Боец» с Кристианом Бейлом. 29 июля 2010 года на Голливудской аллее славы была заложена его звезда.
В нескольких интервью Марк заявил, что в 40 лет завершит кинокарьеру и посвятит себя воспитанию детей и совершенствованию навыков игры в гольф. Впоследствии в интервью мексиканскому СМИ дал понять, что повременит с этим решением, сказав: «у меня четверо детей, а это дорогое удовольствие».
В августе 2017 года журнал Forbes назвал Марка Уолберга самым высокооплачиваемым актёром в мире.

### Продюсирование
В 2004 занялся продюсированием. Дебютным стал проект документального сериала Juvies (Малолетние преступники) по заказу MTV. Программа показывает «кухню» системы правосудия несовершеннолетних на примере штата Индиана. В каждом эпизоде ведут историю двух малолетних правонарушителей, обвиняемых в нетяжких преступлениях — курении марихуаны, распитии спиртного, мелких кражах — от поступления в центр предварительного задержания до вердикта суда. Короткие сюжеты показывают как сложилась судьба прежних героев по прошествии времени.
Был отснят всего один сезон сериала. Впервые его с успехом показали на североамериканском MTV в 2007 году, и неоднократно повторяли.
Летом 2004 года стартовал новый телепроект, снискавший значительный успех и у критиков, и у зрителей — сериал «Красавцы». В основу сюжетной линии лёг собственный опыт построения карьеры в Голливуде Марком. Семь сезонов сериала собрали 25 номинаций на «Эмми» — главную телевизионную премию Соединённых Штатов, и 14 номинаций на «Золотой глобус». Проект был закрыт в 2011 году с выходом финального восьмого сезона.
В 2007 выступил продюсером фильма «Хозяева ночи», где также сыграл одну из ролей. Фильм участвовал в конкурсной программе Каннского кинофестиваля.
Новая продюсерская работа Марка — сериал «Подпольная империя» о самой могущественной персоне на восточном побережье США времён Сухого закона и последовавшей Великой депрессии Иноке (Наки) Томпсоне — политике и алкогольном магнате.

## Благотворительность
В мае 2001 года основал благотворительный фонд Mark Wahlberg’s Youth Foundation, ориентированный на финансовую и социальную поддержку талантливой молодёжи из городских кварталов. Фонд аккумулировал и потратил свыше миллиона долларов.
В начале 2018 года пожертвовал 1,5 млн долларов в фонд движения Time’s Up. Движение создано для защиты женщин от сексуальных домогательств и дискриминации.

## Личная жизнь

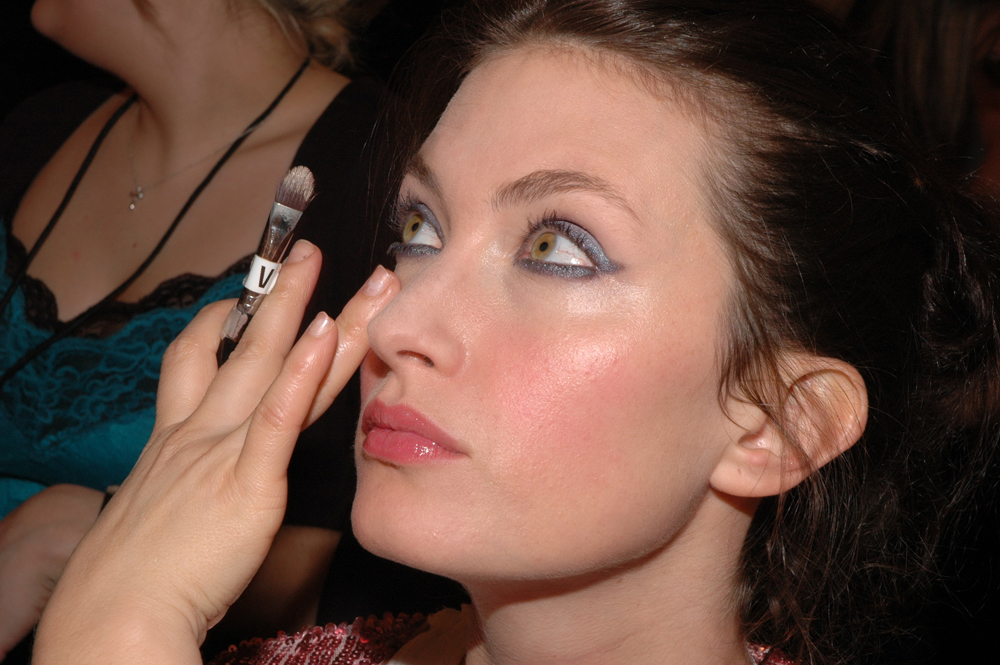
Супруга Марка, модель Риа Дарем

С 1998 по 2001 годы встречался с актрисой Джорданой Брюстер. На съёмочной площадке завязывал романы с партнёршами Риз Уизерспун и Чайной Чоу.
1 августа 2009 года после 8 лет отношений Марк официально вступил в брак с моделью Риа Дарем, торжественная церемония в традициях католичества прошла в закрытом кругу в Беверли-Хиллз. К тому моменту у них было трое совместных детей. Теперь детей у них четверо — сыновья Майкл (род. 21 марта 2006), Брендан Джозеф (род. 16 сентября 2008) и дочери Элла Рэй (род. 2 сентября 2003) и Грэйс Маргарет (род. 11 января 2010).
11 сентября 2001 года Уолберг должен был лететь из Бостона в Лос-Анджелес рейсом American Airlines 11, однако за день до полёта у актёра изменились планы и он отменил поездку, благодаря чему остался жив.
В декабре 2001 года купил за $5 млн особняк в Беверли-Хиллз и перевёз туда свою мать. Ярый фанат баскетбола и команды «Бостон Селтикс» в частности. Огромная эмблема команды украшает настил баскетбольной площадки во дворе его особняка в Беверли Хиллз.
У Марка на теле было четыре татуировки: мультипликационные персонажи Looney Tunes кот Сильвестр с птичкой Твитти-пай в пасти на лодыжке, собственные инициалы MW на правом плече, голова Боба Марли с подписью «one love» на левом плече, и имитация надетых на шею чёток с распятием и надписью «In God I Trust» под ним. Но уже в 2009 году он вывел все татуировки.
Является болельщиком английского футбольного клуба «Тоттенхэм Хотспур».
Будучи католиком, Марк горячо поддерживает равенство брака, несмотря на негативную позицию церкви. Он называет религию «наиважнейшей частью» своей жизни и посещает мессы два раза каждое воскресенье.

## Фильмография

### Актёр
| Год  |    | Русское название                | Оригинальное название           | Роль                      |
| ---- | -- | ------------------------------- | ------------------------------- | ------------------------- |
| 1993 | тф | Учитель на подмену              | The Substitute                  | Райан Вестерберг          |
| 1994 | ф  | Человек эпохи Возрождения       | Renaissance Man                 | рядовой Томми Ли Хэйвуд   |
| 1995 | ф  | Дневник баскетболиста           | The Basketball Diaries          | Микки                     |
| 1996 | ф  | Страх                           | Fear                            | Дэвид МакКолл             |
| 1997 | ф  | Путешественник                  | Traveller                       | Пэт О'Хара                |
| 1997 | ф  | Ночи в стиле буги               | Boogie Nights                   | Дёрк Дигглер / Эдди Адамс |
| 1998 | ф  | Большое дело                    | The Big Hit                     | Мэлвин Смайли             |
| 1999 | ф  | Коррупционер                    | The Corruptor                   | детектив Дэнни Уоллес     |
| 1999 | ф  | Три короля                      | Three Kings                     | Трой Барлоу               |
| 2000 | ф  | Ярды                            | The Yards                       | Лео Хэндлер               |
| 2000 | ф  | Идеальный шторм                 | The Perfect Storm               | Бобби Шэтфорд             |
| 2001 | ф  | Планета обезьян                 | Planet of the Apes              | капитан Лео Дэвидсон      |
| 2001 | ф  | Рок-звезда (фильм)              | Rock Star                       | Крис «Иззи» Коул          |
| 2002 | ф  | Правда о Чарли                  | The Truth About Charlie         | Джошуа Питерс             |
| 2003 | ф  | Ограбление по-итальянски        | The Italian Job                 | Чарли Крокер              |
| 2004 | ф  | Взломщики сердец                | I ♥ Huckabees                   | Томми Корн                |
| 2005 | ф  | Кровь за кровь                  | Four Brothers                   | Бобби Мерсер              |
| 2006 | ф  | Преодоление                     | Invincible                      | Винс Папали               |
| 2006 | ф  | Отступники                      | The Departed                    | сержант Шон Дигнам        |
| 2007 | ф  | Стрелок                         | Shooter                         | Боб Ли Суэйгер            |
| 2007 | ф  | Хозяева ночи                    | We Own the Night                | Джозеф Грузински          |
| 2008 | ф  | Явление                         | The Happening                   | Эллиот Мур                |
| 2008 | ф  | Макс Пэйн                       | Max Payne                       | Макс Пэйн                 |
| 2009 | ф  | Милые кости                     | The Lovely Bones                | Джек Сэлмон               |
| 2010 | ф  | Безумное свидание               | Date Night                      | Холбрук Грант             |
| 2010 | ф  | Копы в глубоком запасе          | The Other Guys                  | детектив Терри Хойтц      |
| 2010 | ф  | Боец                            | The Fighter                     | Микки Уорд                |
| 2012 | ф  | Контрабанда                     | Contraband                      | Крис Фаррадей             |
| 2012 | ф  | Третий лишний                   | Ted                             | Джон Беннет               |
| 2013 | ф  | Город порока                    | Broken City                     | Билли Таггарт             |
| 2013 | ф  | Кровью и потом: Анаболики       | Pain & Gain                     | Дэниэл Луго               |
| 2013 | ф  | Два ствола                      | 2 Guns                          | Майкл «Стиг» Стигман      |
| 2013 | ф  | Уцелевший                       | Lone Survivor                   | Маркус Латтрелл           |
| 2014 | ф  | Трансформеры: Эпоха истребления | Transformers: Age of Extinction | Кейд Йегер                |
| 2014 | ф  | Игрок                           | The Gambler                     | Джим Беннет               |
| 2015 | ф  | Мохаве                          | Mojave                          | Норман                    |
| 2015 | ф  | Антураж                         | Entourage                       | камео                     |
| 2015 | ф  | Третий лишний 2                 | Ted 2                           | Джон Беннет               |
| 2015 | ф  | Здравствуй, папа, Новый год!    | Daddy’s Home                    | Дасти                     |
| 2016 | ф  | Глубоководный горизонт          | Deepwater Horizon               | Майк Уильямс              |
| 2016 | ф  | День патриота                   | Patriots Day                    | сержант Томми Сондерс     |
| 2017 | ф  | Трансформеры: Последний рыцарь  | Transformers: The Last Knight   | Кейд Йегер                |
| 2017 | ф  | Здравствуй, папа, Новый год! 2  | Daddy’s Home 2                  | Дасти                     |
| 2017 | ф  | Все деньги мира                 | All the Money in the World      | Флетчер Чейс              |
| 2018 | ф  | 22 мили                         | Mile 22                         | Джеймс Сильва             |
| 2018 | ф  | Семья по-быстрому               | Instant Family                  | Пит                       |
| 2020 | ф  | Правосудие Спенсера             | Spenser Confidential            | Спенсер                   |
| 2020 | мф | Скуби-Ду                        | Scoob!                          | Синий сокол               |
| 2020 | ф  | Хороший Джо Белл                | Good Joe Bell                   | Джо Белл                  |
| 2021 | ф  | Бесконечность                   | Infinite                        | Эван Мичелс               |
| 2022 | ф  | Анчартед: На картах не значится | Uncharted                       | Виктор «Салли» Салливан   |
| 2022 | ф  | Отец Стю                        | Father Stu                      | священник Стюарт Лонг     |
| 2022 | ф  | Время для себя                  | Me Time                         | Хак Дембо                 |
| 2023 | ф  | Семейный план                   | The Family Plan                 | Дэн                       |
| 2024 | ф  | Артур, ты король                | Arthur the King                 | Микаэль Линднорд          |
| 2024 | ф  | Союз                            | The Union                       | Майк                      |
| 2025 | ф  | Особо опасный пассажир          | Flight Risk                     | Пилот                     |
|      | ф  | Грязная игра                    | Play Dirty                      | Паркер                    |
|      | ф  | Семейный план-2                 | The Family Plan 2               | Дэн                       |
|      | ф  | By Any Means                    | By Any Means                    | Грегори Скарпа            |

### Продюсер
- 2004 — 2011 — Красавцы / Entourage (исполнительный продюсер)
- 2007 — Хозяева ночи / We Own the Night
- 2010 — Боец / The Fighter
- 2010 — 2014 — Подпольная империя / Boardwalk Empire (исполнительный продюсер)
- 2013 — Город порока / Broken City
- 2013 — Уцелевший / Lone Survivor
- 2014 — Игрок / The Gambler
- 2015 — Антураж / Entourage
- 2016 — Глубоководный горизонт / Deepwater Horizon
- 2016 — День патриота / Patriots Day
- 2017 — Здравствуй, папа, Новый год! 2 / Daddy’s Home 2 (исполнительный продюсер)
- 2018 — 22 мили / Mile 22
- 2018 — Семья по-быстрому / Instant Family
- 2020 — Правосудие Спенсера / Spenser Confidential

### Видеоигры
1992 — Marky Mark and the Funky Bunch: Make My Video